# Улица царице Милице (Београд)
| Улица · ЦАРИЦЕ МИЛИЦЕ | Улица · ЦАРИЦЕ МИЛИЦЕ |
| --------------------- | --------------------- |
|                       |                       |
| Општина               | Стари град            |
| Почетак               | Зелени венац          |
| Крај                  | Обилићев венац        |
| Дужина                | 234 m                 |
| Ширина                | 15 m                  |
| Створена              | 1872-73               |
| Названа               | 1896                  |
|                       |                       |
|                       |                       |
|                       |                       |

Улица царице Милице простире се од Зеленог венца, преко улица Маршала Бирјузова и Топличиног венца, до Парка војводе Вука, и краја улице Обилићев венац.

## Име улице
Улица царице Милице носи име ћерке кнеза Вратка која је била удата за кнеза Лазара. 

## Историја
Пре 1896. године ову улицу су чинила два дела: 
- део Таковске улице, који је постојао од 1873. године, и 
- дела Поцерске, који је тако називан од 1872. године до 1896,
када је настала јединствена улица коју и данас зовемо Улица царице Милице.
Овако настала улица добила је 1896. године нов назив у част српске владарке из периода Косовског боја, царице Милице. 
Ћерка кнеза Вратка, кнегиња Милица, након Косовске битке и Лазареве погибије, владала је Србијом у име свог малолетног сина Стефана све до 1393. године и Стефановог пунолетства. Током своје владавине царица је споразумом са султаном Бајазитом земљи обезбедила потребан мир. А након своје владавине Милица се замонашила и као монахиња Јевгенија старала се о црквама и манастирима и решавала манастирска питања и спорове. Такође је и преговарала са Дубровчанима, те наставила да учествује у раду државних сабора и мири своје завађене синове Стефана и Вука.
Заједно са монахињом Јефимијом, удовицом српског деспота Јована Угљеше, Милица је пренела мошти свете Петке из Трнова у Србију. 
За живота Милица је себи саградила задужбину, манастир Љубостињу, у коме је сахрањена 11.11.1405. године.

## Суседне улице
- Поп Лукина улица

## Значајни објекти
Агенција за борбу против корупције, Царице Милице 1
Јавно предузеће „Електропривреда Србије“, Царице Милице 2
Посластичарница Балкан баклава, Царице Милице 15
Ресторан Варош Капија, Царице Милице 12
Ресторан Венчац, Царице Милице 16